# Tamesna (Sahara)
Der Tamesna (auch: Ténéré du Tamesna) ist eine Landschaft in der Wüste Sahara in den Staaten Algerien, Mali und Niger.

## Geographie
Das aus dem Berberischen stammenden Wort Tamesna bedeutet „Ebene“. Die Landschaft bildet den nördlichen Rand des Ullemmeden-Beckens, das unter anderem weite Teile Nigers einnimmt. Sie liegt südlich des Gebirges Ahaggar in Algerien, westlich des Gebirges Aïr in Niger und östlich des Gebirges Adrar des Ifoghas in Mali. Der algerische Teil des Tamesna wird in der lokalen Tuareg-Sprache auch als Oua-n-Ahaggar Tassili bezeichnet.
Es herrscht ein typisches Sahara-Klima vor. Niederschläge fallen sehr unregelmäßig und liegen durchschnittlich bei unter 100 mm im Jahr. Der Tamesna weist Schluffböden und des Öfteren Dünen auf. Zur kargen Flora gehören einjährige krautige Pflanzen sowie sehr vereinzelt Gehölze und Stauden wie Schouwia thebaica aus der Familie der Kreuzblütler. Es wurden die Schlangenarten Wüsten-Hornviper (Cerastes cerastes), Uräusschlange (Naja haje) und Moilanatter (Rhagerhis moilensis) gesichtet. Außerdem wurde die Vogelart Rohrdommel (Botaurus stellaris) beobachtet.

## Wirtschaft und Kultur
Die einzige Viehhaltung, die aufgrund der klimatischen Verhältnisse möglich ist, ist jene von Kamelen. Im Tamesna nomadisieren Angehörige der ethnischen Gruppe der Kunta, die als die größten Kamelbesitzer in der Region gelten.
Guy Le Rumeur schilderte die Abenteuer eines verirrten Kamelreiters im Tamesna in seiner Kurzgeschichte L’imprévu dans les dunes, die er 1944 unter dem Pseudonym Claude Fillieux im Sammelband L’âme de Sirré Somba herausbrachte und die, diesmal unter seinem realen Namen, 1961 als Titelgeschichte im Sammelband L’imprévu dans les dunes erneut erschien.